# Abraham Ortelius
Abraham Ortelius (também Ortels, Orthellius, Wortels; 4 ou 14 de abril de 1527 – 28 de junho de 1598) foi um cartógrafo, geógrafo e cosmógrafo de Antuérpia, nos Países Baixos Espanhóis. É reconhecido como o criador do primeiro atlas moderno, o Theatrum Orbis Terrarum (Teatro do Mundo). Junto com Gemma Frisius e Gerardus Mercator, Ortelius é geralmente considerado um dos fundadores da escola neerlandesa de cartografia e geografia. Foi uma figura notável dessa escola durante sua era de ouro (aproximadamente de 1570 a 1670) e um importante geógrafo espanhol durante a era das descobertas. A publicação de seu atlas em 1570 é frequentemente considerada o início oficial da Era de ouro da cartografia neerlandesa. Ele foi a primeira pessoa a propor que os continentes estavam unidos antes de se moverem para suas posições atuais.

## Vida
Abraham Ortelius nasceu em 4 ou 14 de abril de 1527 na cidade de Antuérpia, então parte dos Países Baixos Espanhóis. A família Ortels ou Wortels (latinizado como Orthellius e Ortelius) era originalmente de Augsburgo, uma cidade imperial livre do Sacro Império Romano-Germânico. Seu avô, Willem Ortels, era farmacêutico e se mudou para Antuérpia em 1460, onde se casou com Mathilde 's Jagers, também conhecida como Reynaerts. O casal teve cinco filhos: Imbert, que herdou a farmácia do pai; Anna; Odille (ou Ottilia), que se casou com Nicolaes van der Voorden, um comerciante de Bruxelas, e depois com Jacobus van Meteren, de Breda, um protestante que supervisionou a impressão de versões da Bíblia em inglês na Inglaterra; Leonard (nascido em 1500 e pai de Abraham Ortelius); e Josef. De um segundo casamento com Maria Antheard, nasceu Willem. A família vivia na rua Kipdorp, em Antuérpia, e era relativamente abastada. Leonard Ortelius casou-se com Anna Herwayers e teve três filhos: Abraham, Anna (que permaneceu ao lado do irmão) e Elisabeth, que se casou com um comerciante chamado Jacob Cool Sr., cujo filho Jacob Cool Jr. (conhecido como Ortelianus) seria o principal herdeiro de Abraham Ortelius.
Leonard Ortelius era bem instruído. Falava grego e latim e colaborou com seu cunhado Jacob van Meteren na tradução da Bíblia inglesa de Miles Coverdale. Em 1535, ambos foram processados por possuírem livros suspeitos, mas nada foi encontrado nas buscas, e o caso foi encerrado. Leonard também era um antiquário de sucesso. Após a morte de seu pai, o tio de Abraham, Jacobus van Meteren, retornou do exílio na Inglaterra para cuidar dele. Abraham manteve-se próximo de seu primo Emanuel van Meteren, que mais tarde se mudou para Londres.
Em 1575, Abraham foi nomeado geógrafo do rei da Espanha, Filipe II, por recomendação de Arias Montanus, que garantiu sua ortodoxia.
Ele viajou extensivamente pela Europa, incluindo os Países Baixos dos Habsburgo, diversas regiões da Alemanha (por exemplo, 1560, 1575–1576), França (1559–1560), Inglaterra e Irlanda (1576), e Itália (1578, e talvez entre 1550 e 1558).
Começou como gravador de mapas e, em 1547, entrou para a Guilda de São Lucas de Antuérpia como iluminador de mapas. Complementava sua renda com o comércio de livros, gravuras e mapas, participando anualmente da Feira do Livro de Frankfurt, onde conheceu Gerardus Mercator em 1554. Em 1560, em viagem com Mercator por Tréveris, Lorena e Poitiers, foi influenciado por ele a seguir a carreira de geógrafo científico. Faleceu em Antuérpia.

## Editor de mapas

Typus Orbis Terrarum, 1570

Em 1564, Ortelius publicou seu primeiro mapa, Typus Orbis Terrarum, um mapa-múndi mural de oito folhas, no qual identificou a Regio Patalis com Locach como uma extensão norte da Terra Australis, chegando até a Nova Guiné. Esse mapa apareceu posteriormente, em formato reduzido, no Terrarum (a única cópia conhecida encontra-se atualmente na Biblioteca da Universidade de Basileia). Ele também publicou um mapa de duas folhas do Egito em 1565, uma planta do castelo de Brittenburg, na costa dos Países Baixos, em 1568, um mapa de oito folhas da Ásia em 1567 e um mapa de seis folhas da Espanha, antes da publicação de seu atlas.
Na Inglaterra, seus contatos incluíam William Camden, Richard Hakluyt, Thomas Penny, o controversista puritano William Charke e Humphrey Llwyd, que contribuiu com o mapa da Inglaterra e País de Gales para a edição de 1573 do Theatrum.
Em 1578, lançou as bases para um tratamento crítico da geografia antiga com sua obra Synonymia geographica (publicada pela Oficina Plantiniana em Antuérpia e republicada de forma ampliada como Thesaurus geographicus em 1587 e novamente ampliada em 1596; nesta última edição, Ortelius considera a possibilidade da deriva continental, hipótese comprovada apenas séculos depois).
Em 1596, recebeu uma homenagem da cidade de Antuérpia, semelhante à que seria prestada posteriormente a Peter Paul Rubens. Sua morte, em 28 de junho de 1598, e seu sepultamento na Igreja da Abadia de São Miguel foram marcados por luto público. A inscrição em sua lápide dizia: Quietis cultor sine lite, uxore, prole ("servo da tranquilidade, sem disputa, esposa ou descendência").

### Theatrum Orbis Terrarum

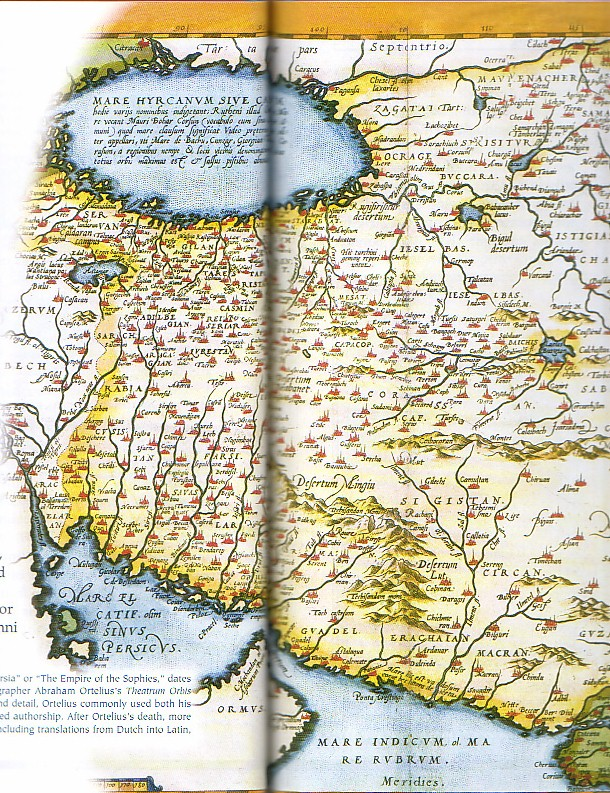
Mapa do Império Safávida do Theatrum Orbis Terrarum

Em 20 de maio de 1570, Gilles Coppens de Diest, em Antuérpia, publicou o Theatrum Orbis Terrarum, considerado o "primeiro atlas moderno" (com 53 mapas).
Três edições em latim (além de versões em neerlandês, francês e alemão) foram publicadas até o fim de 1572; vinte e cinco edições saíram antes da morte de Ortelius em 1598, e várias outras foram lançadas até cerca de 1612. A maioria dos mapas era reproduzida (Ortelius cita 87 autores na primeira edição do Theatrum, número que cresceu para 183 na edição latina de 1601), e muitas discrepâncias de delineação e nomenclatura ocorriam. Como exemplo, a América do Sul inicialmente possuía um contorno muito impreciso, corrigido na edição francesa de 1587; já as Montanhas Grampianas apareciam entre os fiordes Forth e Clyde, o que é incorreto. Ainda assim, o atlas, com seu texto complementar, era um monumento raro de erudição e trabalho. Seu precursor imediato foi uma coletânea de 38 mapas da Europa, Ásia, África, Tártaria e Egito, reunida pelo amigo e patrono de Ortelius, Gillis Hooftman (1521–1581), senhor de Cleydael e Aertselaar.

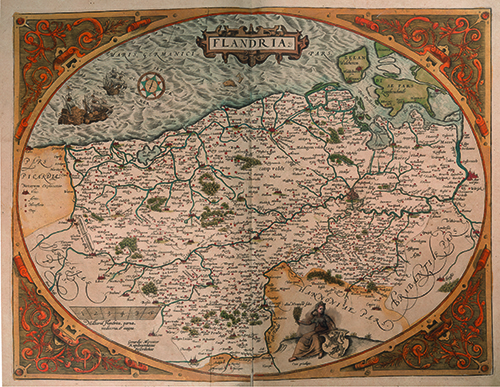
Mapa da Flandres do Theatrum Orbis Terrarum, 1574, The Phoebus Foundation

Em 1573, Ortelius publicou dezessete mapas suplementares sob o título Additamentum Theatri Orbis Terrarum. Quatro outros Additamenta seriam publicados, o último em 1597. Ortelius também era colecionador de moedas, medalhas e antiguidades, o que resultou na obra Deorum dearumque capita ... ex Museo Ortelii (Cabeças de deuses e deusas... do Museu Ortelii), publicada em 1573 por Philippe Galle, reeditada em 1582, 1602, 1612, 1680, 1683 e, finalmente, em 1699 por Gronovius no Thesaurus Graecarum Antiquitatum (Tesouro das Antiguidades Gregas, vol. vii).
O Theatrum Orbis Terrarum inspirou a obra em seis volumes Civitates orbis terrarum, editada por Georg Braun e ilustrada por Frans Hogenberg, com assistência do próprio Ortelius. Em 1577, ele visitou a Inglaterra para encontrar seu amigo John Dee em Mortlake, e Braun narra que Ortelius colocou pedrinhas nas frestas da Igreja do Templo, em Bristol, que foram esmagadas pela vibração dos sinos.

### Mapas posteriores

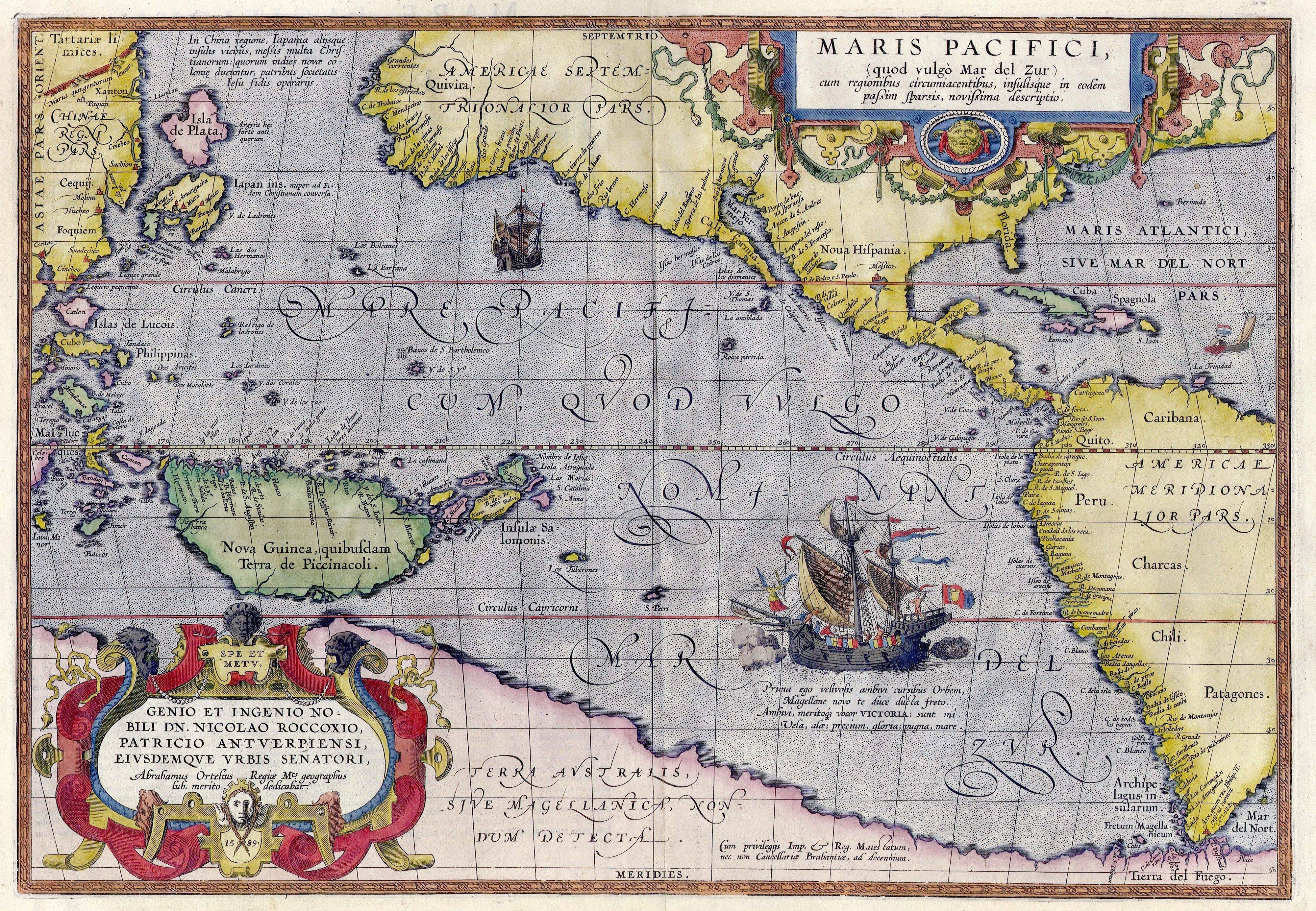
Maris Pacifici, 1589

Em 1579, Ortelius publicou seu Nomenclator Ptolemaicus e iniciou seu Parergon (uma série de mapas ilustrando a história antiga, sagrada e secular). Também publicou o Itinerarium per nonnullas Galliae Belgicae partes (pela oficina Plantiniana, em 1584; reeditado em 1630, 1661 em Itin. Frisio-Hoil. de Hegenitius, em 1667 por Verbiest e, finalmente, em 1757 em Leuven), um registro de uma viagem feita em 1575 pela Bélgica e pela região do Reno.
Em 1589, publicou o Maris Pacifici, o primeiro mapa impresso dedicado ao Oceano Pacífico.
Entre suas últimas obras estão uma edição de César (C. I. Caesaris omnia quae extant, Leiden, Raphelingen, 1593) e Aurei saeculi imago, sive Germanorum veterum vita, mores, ritus et religio. (Philippe Galle, Antuérpia, 1596). Ortelius também ajudou Marcus Welser na edição da Tábua de Peutinger em 1598.
Ao contrário do que muitos acreditam, Abraham Ortelius, que não teve filhos, nunca viveu na chamada Casa Mercator-Ortelius (Kloosterstraat 11–17, Antuérpia), mas sim na casa de sua irmã, localizada na Kloosterstraat 33–35.

## Uso moderno dos mapas
Originais dos mapas de Ortelius são objetos populares entre colecionadores e frequentemente são vendidos por dezenas de milhares de dólares. Fac-símiles de seus mapas também estão disponíveis em diversos revendedores. Um mapa que ele fez da América do Norte e da América do Sul está incluído no maior quebra-cabeça comercial do mundo, composto por quatro mapas-múndi. O quebra-cabeça é produzido pela Ravensburger, mede 6 feet (1,8 m) × 9 feet (2,7 m) e possui mais de 18 000 peças.

## Deriva continental
Ortelius foi o primeiro a destacar a semelhança geométrica entre as costas da América e da Europa-África e propor a deriva continental como explicação. Kious descreveu os pensamentos de Ortelius da seguinte forma:

Abraham Ortelius, em sua obra Thesaurus Geographicus, sugeriu que as Américas foram "arrancadas da Europa e da África... por terremotos e inundações", e afirmou: "os vestígios da ruptura se revelam, se alguém observar um mapa-múndi e considerar cuidadosamente as costas dos três [continentes]."
As observações de Ortelius sobre o encaixe dos continentes e sua proposta de ruptura e separação passaram despercebidas até o século XX. No entanto, foram repetidas nos séculos XVIII e XIX (por exemplo, por Antonio Snider-Pellegrini) e depois por Alfred Wegener, que publicou sua hipótese da deriva continental em 1912 e nos anos seguintes. Devido à ampla divulgação de suas publicações em alemão e inglês, e à apresentação de provas geológicas, Wegener é creditado como o primeiro geólogo a reconhecer a possibilidade da deriva continental. Frank Bursley Taylor (em 1908) também foi um dos primeiros defensores da ideia. Na década de 1960, evidências geofísicas e geológicas da expansão do fundo oceânico nas dorsais meso-oceânicas consolidaram o conceito como um mecanismo ativo global (por exemplo, nos trabalhos de Harry H. Hess em 1960, W. Jason Morgan em 1967 e Dan McKenzie em 1968). Após mais de três séculos, a suposição de Ortelius foi finalmente comprovada.

## Bibliografia

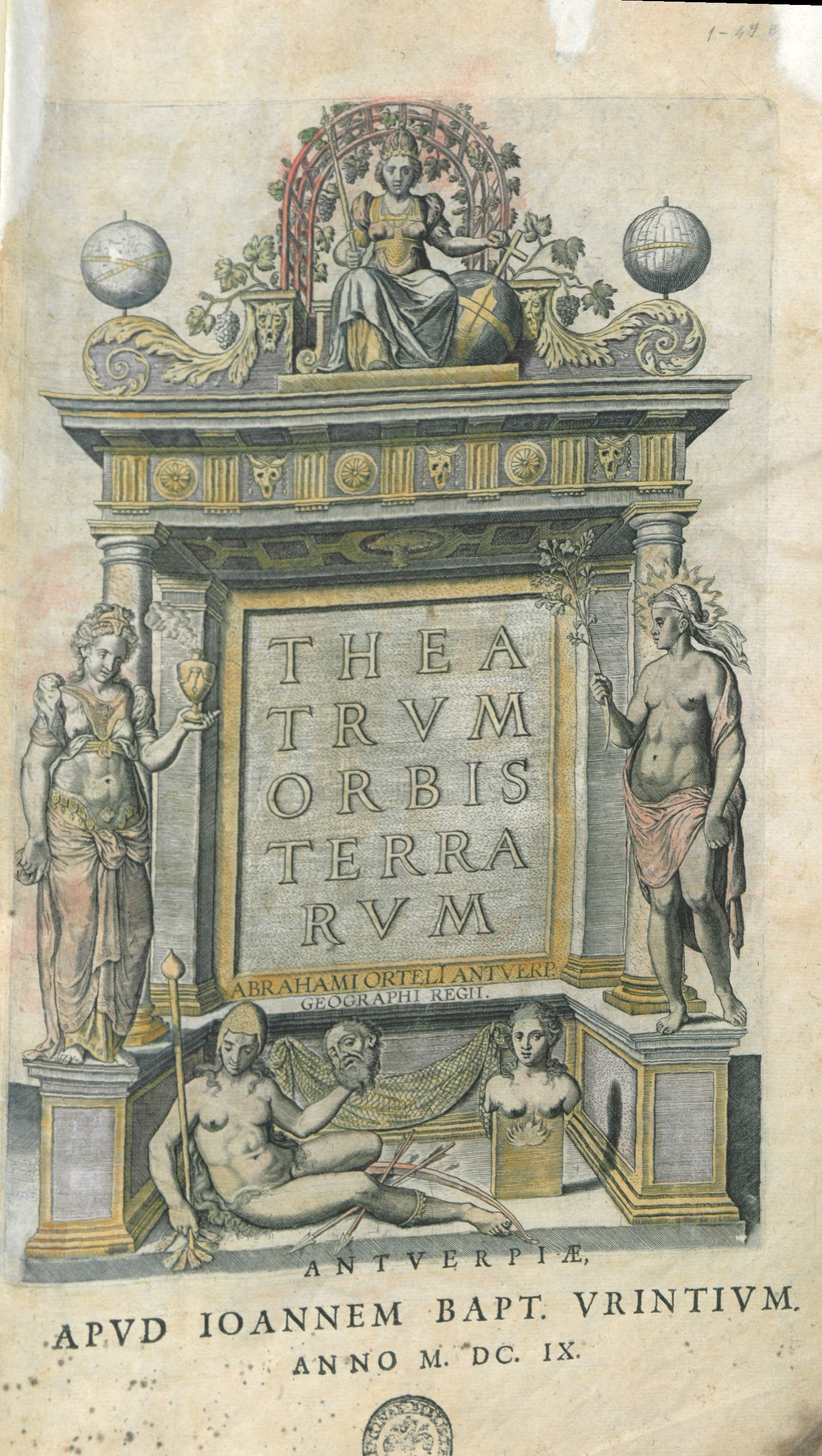
Theatrum Orbis Terrarum, 1609